# Indianapolis 500 1946

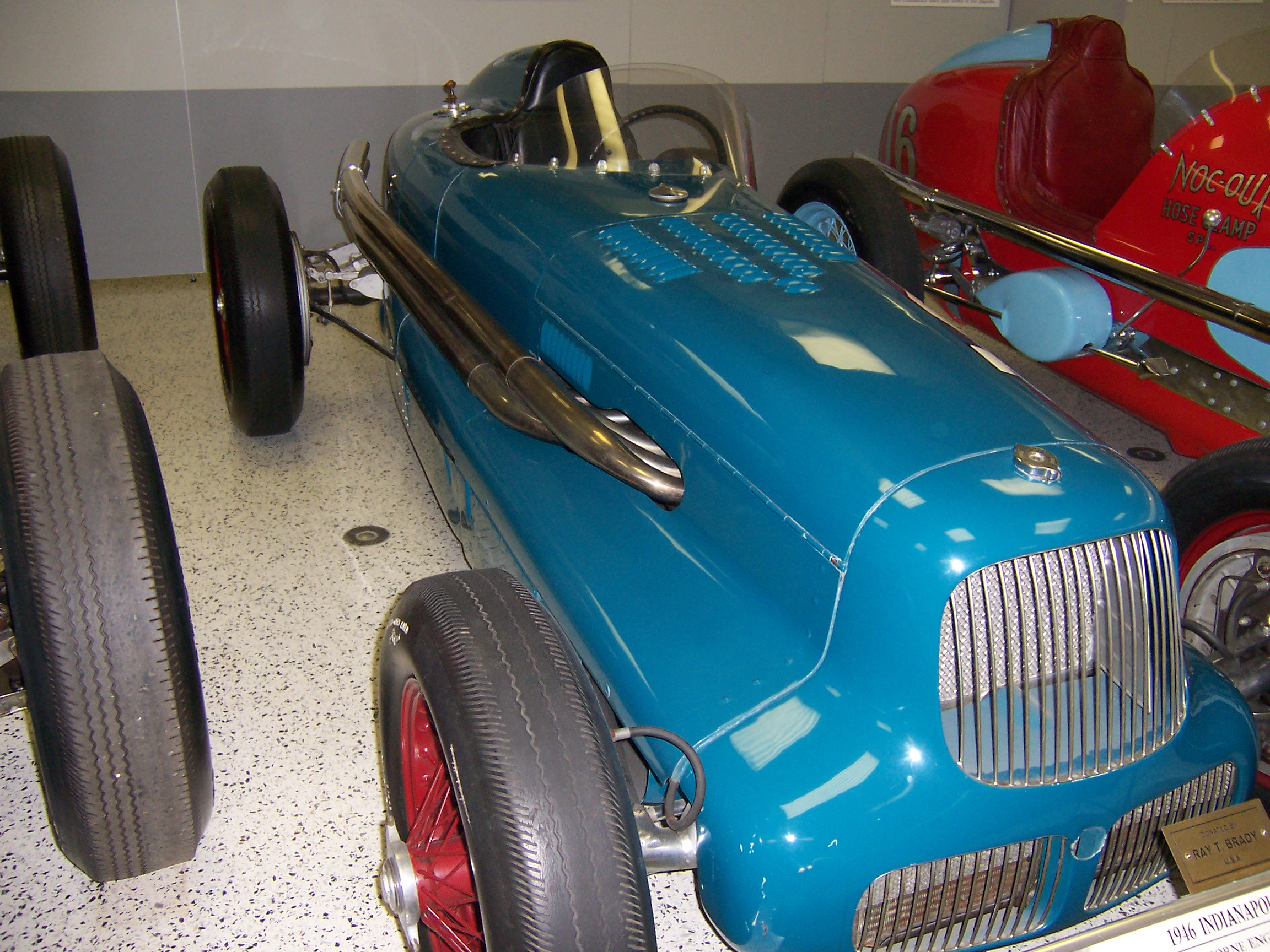
Adams-Sparks; Siegerwagen von George Robson

Das 30. Indianapolis 500 (offiziell 30th 500 Mile International Sweepstakes) auf dem Indianapolis Motor Speedway fand am 30. Mai 1946 statt.

## Das Rennen
Das Rennen ging über eine Distanz von 200 Runden à 4,023 km, was einer Gesamtdistanz von 804,672 km entspricht. Aus der Pole-Position startete Cliff Bergere mit einer Vierrunden-Durchschnittszeit von 4:44.65 Min. oder 126,471 mph (203,535 km/h). Das Rennen war der erste Lauf zur AAA-Saison 1946.

## Ergebnisse

### Startaufstellung
| Reihe | Innen                                    | Mitte                     | Außen                    |
| ----- | ---------------------------------------- | ------------------------- | ------------------------ |
| 1     | Cliff Bergere 126,471 mph = 203,535 km/h | Paul Russo 126,183 mph    | Sam Hanks 124,762 mph    |
| 2     | Hal Cole 120,728                         | Jimmy Jackson 120,257     | Louis Durant 118,973     |
| 3     | Ted Horn 123,980                         | Duke Dinsmore 123,279     | Mauri Rose 124,065       |
| 4     | Russ Snowberger 121,593                  | Emil Andres 121,139       | Joie Chitwood 119,816    |
| 5     | Al Putnam 116,283                        | Rex Mays 128,861          | George Robson 125,54     |
| 6     | Jimmy Wilburn 125,113                    | Chet Miller 124,649       | Harry McQuinn 124,499    |
| 7     | Ralph Hepburn 133,944                    | Shorty Cantlon 122,432    | Henry Banks 120,220      |
| 8     | Louis Tomei 119,193                      | Hal Robson 121,466        | George Barringer 120,628 |
| 9     | Bill Sheffler 120,611                    | Tony Bettenhausen 123,094 | Mel Hansen 121,431       |
| 10    | Luigi Villoresi 121,249                  | Frank Wearne 121,233      | George Connor 120,006    |
| 11    | Billy Devore 119,876                     | Duke Nalon 119,682        | Danny Kladis 118,890     |

### Schlussklassement
| Pos. | Nr. | Name                  | Chassis         | Motor            | Zeit/Rückstand             | Start |
| ---- | --- | --------------------- | --------------- | ---------------- | -------------------------- | ----- |
| 1    | 16  | George Robson         | Adams           | Sparks SC        | 4:21:16.70 Std. 114,82 mph | 15    |
| 2    | 61  | Jimmy Jackson (R)     | Miller FD       | Offenhauser      | 44,05 Sek.                 | 5     |
| 3    | 29  | Ted Horn              | Maserati        | Maserati SC      | 200                        | 7     |
| 4    | 18  | Emil Andres           | Maserati        | Maserati SC      | 200                        | 11    |
| 5    | 24  | Joie Chitwood         | Wetteroth       | Offenhauser      | 200                        | 12    |
| 6    | 33  | Louis Durant (R)      | Alfa Romeo      | Alfa Romeo SC    | 200                        | 6     |
| 7    | 52  | Luigi Villoresi (R)   | Maserati        | Maserati SC      | 200                        | 28    |
| 8    | 7   | Frank Wearne          | Shaw            | Offenhauser      | 197                        | 29    |
| 9    | 39  | Bill Sheffler (R)     | Bromme          | Offenhauser      | 139                        | 25    |
| 10   | 17  | Billy Devore          | Wetteroth       | Offenhauser      | 167 (Gaspedal)             | 31    |
| 11   | 4   | Mel Hansen            | Kurtis          | Novi SC          | 143 (Kurbelwelle)          | 27    |
| 12   | 25  | Russ Snowberger       | Maserati        | Maserati SC      | 134 (Differenzial)         | 10    |
| 13   | 14  | Harry McQuinn         | Adams           | Sparks SC        | 124 (Ölverlust)            | 18    |
| 14   | 2   | Ralph Hepburn         | Kurtis          | Novi SC          | 121 (Motor)                | 19    |
| 15   | 12  | Al Putnam             | Hartz           | Offenhauser      | 120 (Elektrik)             | 13    |
| 16   | 3   | Cliff Bergere         | Wetteroth       | Offenhauser      | 82 (Ölverlust)             | 1     |
| 17   | 45  | Duke Dinsmore (R)     | Adams           | Offenhauser      | 82 (Defekt)                | 8     |
| 18   | 5   | Chet Miller           | Williams FD     | Offenhauser      | 64 (Ölverlust)             | 17    |
| 19   | 63  | Jimmy Wilburn (R)     | Alfa Romeo 8C35 | Alfa Romeo       | 52 (Motor)                 | 16    |
| 20   | 42  | Tony Bettenhausen (R) | Miller-Hartz    | Miller SC        | 47 (Defekt)                | 26    |
| 21   | 59  | Danny Kladis (R)      | Miller FD       | Ford V8          | 46 (Motor)                 | 33    |
| 22   | 54  | Duke Nalon            | Maserati 4CL    | Maserati SC      | 45 (Defekt)                | 32    |
| 23   | 8   | Mauri Rose (W)        | Lencki          | Offenhauser      | 40 (Unfall)                | 9     |
| 24   | 38  | George Connor         | Kurtis FWD      | Offenhauser      | 38 (Motor)                 | 30    |
| 25   | 48  | Hal Robson (R)        | Bugatti         | Miller           | 37 (Defekt)                | 23    |
| 26   | 15  | Louis Tomei           | Stevens FD      | Brisko           | 34 (Ölverlust)             | 22    |
| 27   | 31  | Henry Banks           | Snowberger FD   | Offenhauser      | 32 (Defekt)                | 21    |
| 28   | 64  | Shorty Cantlon        | Miller ED       | Offenhauser      | 28 (Kupplung)              | 20    |
| 29   | 26  | George Barringer      | Miller 4DRE     | Miller SC        | 27 (Getriebe)              | 24    |
| 30   | 1   | Rex Mays              | Stevens         | Winfield         | 26 (Elektrik)              | 14    |
| 31   | 32  | Sam Hanks             | Sampson         | Sampson SC       | 18 (Ölverlust)             | 3     |
| 32   | 47  | Hal Cole (R)          | Alfa Romeo P3   | Alfa Romeo SC    | 16 (Kraftstoffverlust)     | 4     |
| 33   | 10  | Paul Russo            | Fageol 4WD      | Twin Offenhauser | 16 (Unfall)                | 2     |

(W)=früherer Gewinner / (R)=Rookie / alle Starter auf Firestone-Reifen

### Führungsrunden
| Fahrer        | Anzahl |
| ------------- | ------ |
| George Robson | 138    |
| Ralph Hepburn | 44     |
| Mauri Rose    | 8      |
| Jimmy Jackson | 5      |
| Rex Mays      | 3      |
| Cliff Bergere | 2      |